# Ana Luíza Mello
Ana Luíza Ferrão Souza Lima Vieira de Mello (Rio de Janeiro, GB, 26 de dezembro de 1973) é uma atiradora esportiva brasileira e major do Exército.
Classificada para disputar os Jogos Olímpicos de Verão de 2012, em Londres, no Reino Unido, foi a primeira mulher na modalidade a realizar o feito desde Barcelona 1992. Também foi a primeira mulher a conseguir uma vaga individual para essa edição das Olimpíadas. Isso aconteceu nas provas de pistola de ar 10 metros e pistola esportiva 25 metros no Campeonato das Américas, no Centro Nacional de Tiro Esportivo, em Deodoro, na Zona Oeste do Rio de Janeiro, em novembro de 2010.
Disputou os Jogos Mundiais Militares de 2011, no Rio de Janeiro. e nos Jogos Pan-Americanos do mesmo ano, em Guadalajara, conquistou a medalha de ouro na pistola de 25 m.